# Аркада (архітектура)

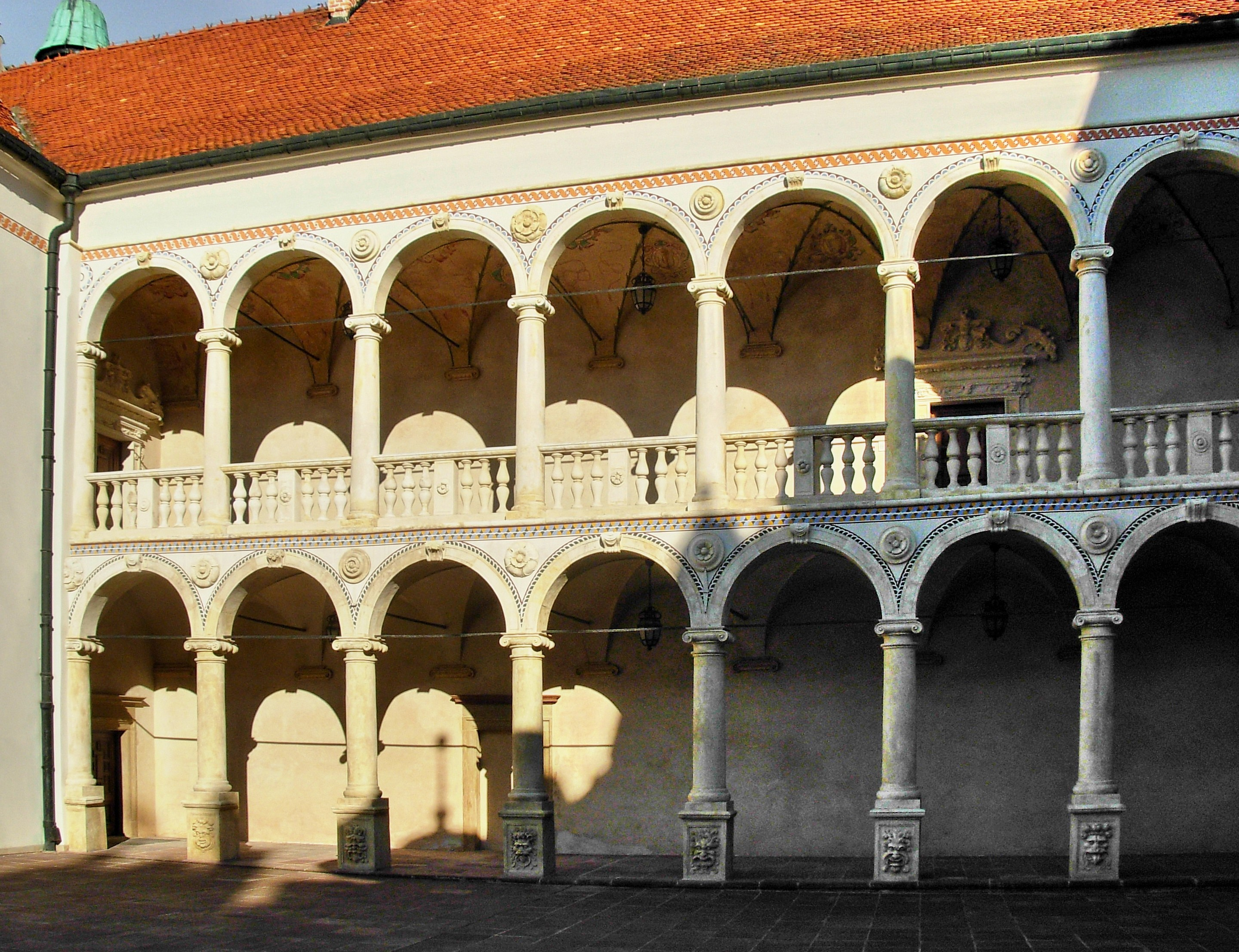
Галереї й аркади. Баранув-Сандомирський замок у Польщі

Арка́да (від фр. arcade — «ряд арок») — ряд однакових формою та розміром арок, що спираються на колони або пілони. Найчастіше аркаду застосовують, коли влаштовують відкриті галереї, акведуки та багато інших споруд. Узвичаєно відрізняти такі аркади:
- Аркада ордерна (ордерна аркада) — сполука ордерних елементів (колон, тричвертних колон, напівколон або пілястр) з арками, що завершувалося спільним антаблементом чи карнизом (порівн. римська чарунка).
- Аркада по колонах — сполука склепінчастої та стійко-балкової конструктивних систем у вигляді арок, що спираються на капітелі колон або на відповідні відрізки антаблемента над капітелями.

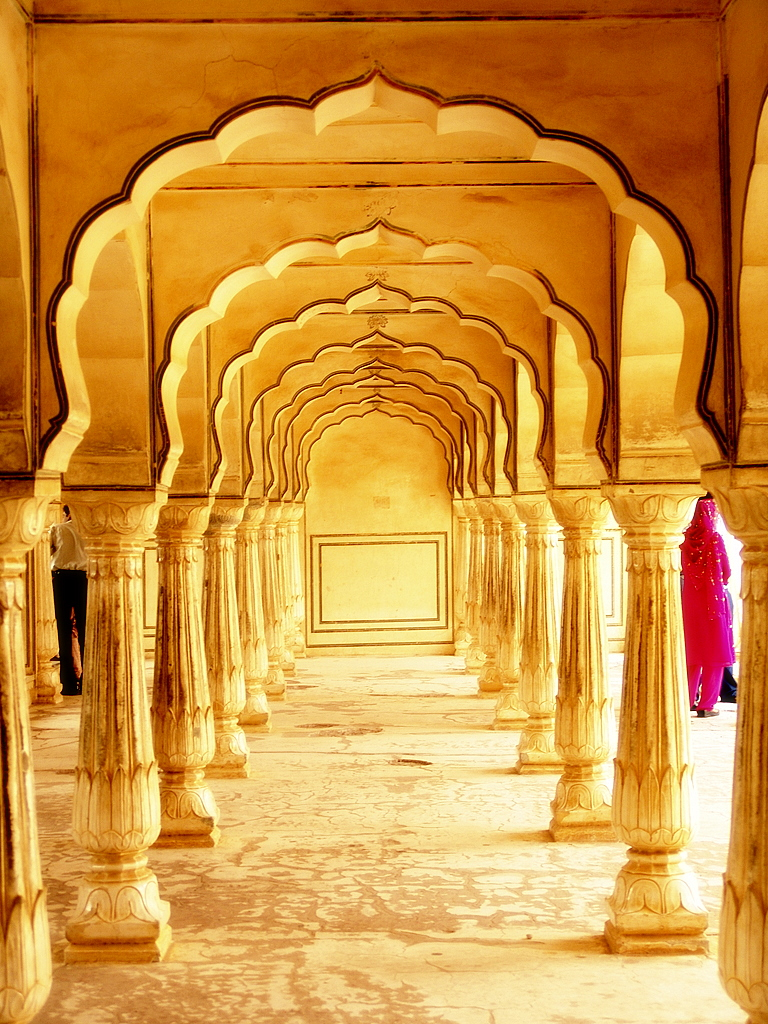
Аркада в Індії
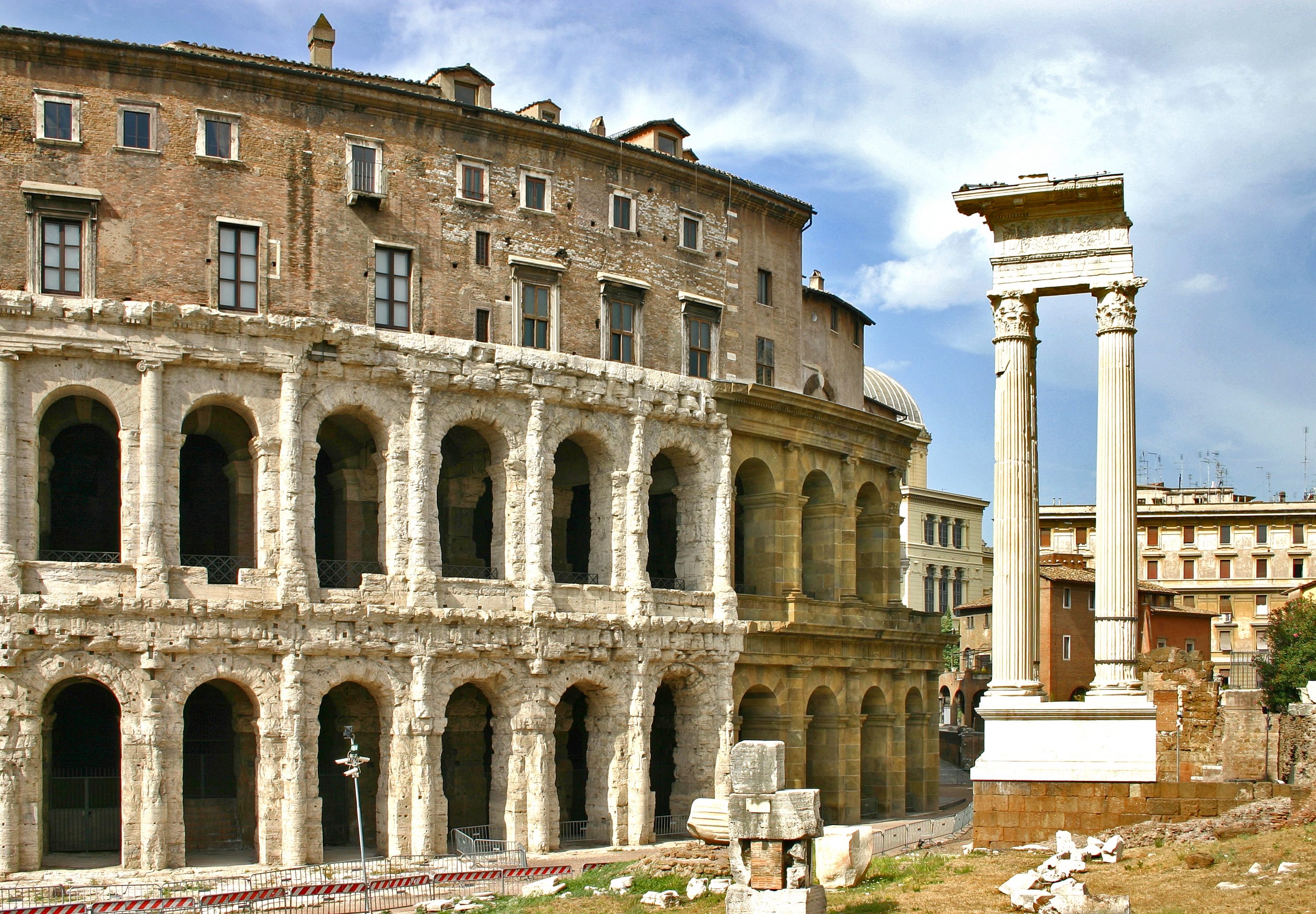
ордерна аркада, Театр Марцелла
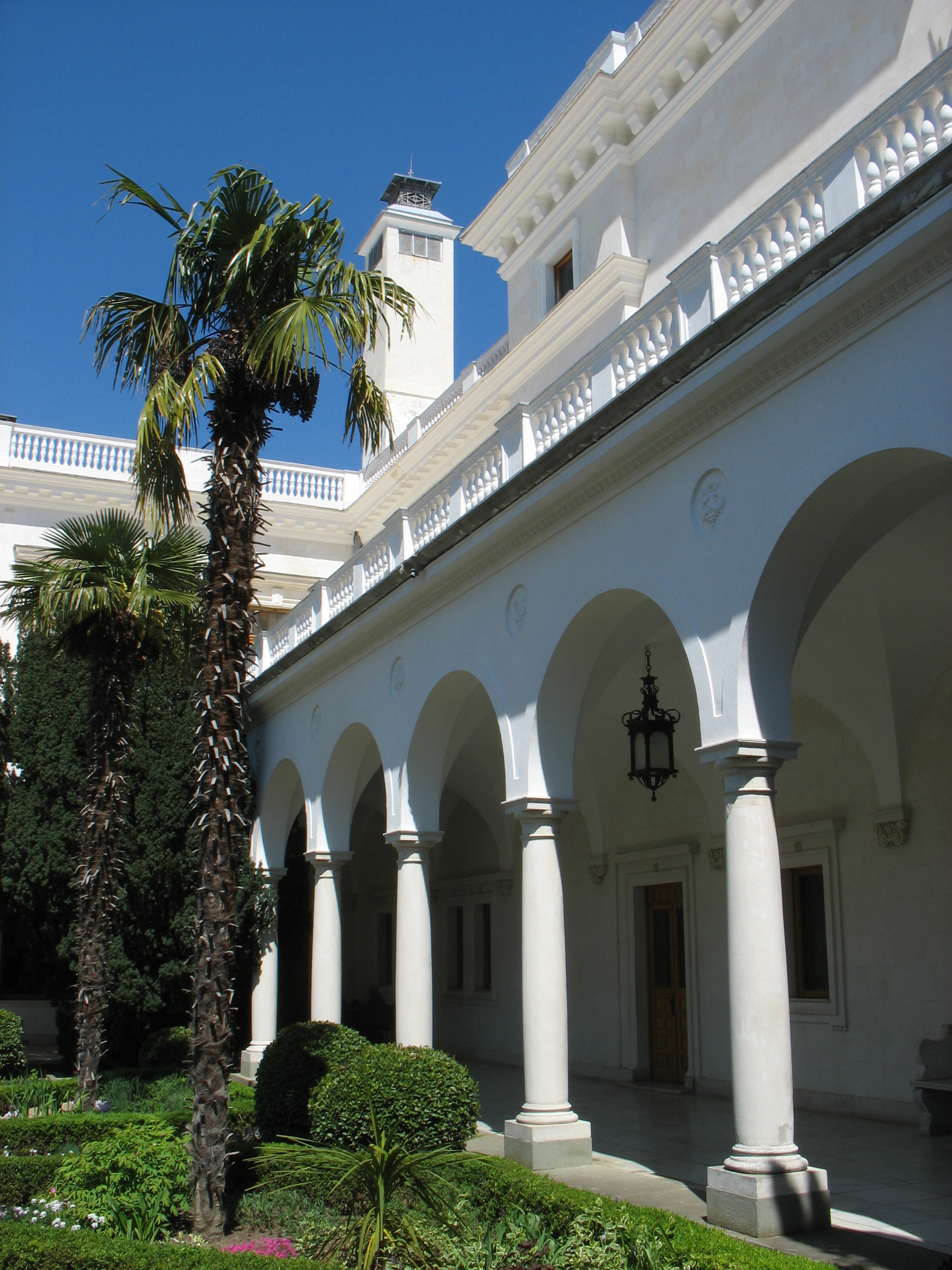
аркада по колонах, Лівадійський палац

## Застосування
Здебільшого аркади застосовують, коли споруджують відкриті галереї (аркади-галереї), що йдуть уздовж фасаду будинку; навантаження стіни за допомогою арок рівномірно розподіляється між окремими підпорами.